# Leonora Flis
Leonora Flis, slovenska pisateljica, predavateljica, prevajalka, literarna in filmska kritičarka in avtorica radijskih oddaj, * 31. maj 1974, Ljubljana, Slovenija.
Po diplomi iz angleškega jezika in književnosti ter primerjalne književnosti in literarne teorije na Filozofski fakulteti v Ljubljani je prav tako na FF vpisala doktorski študij in leta 2009 doktorirara iz ameriške književnosti. Med doktorskim študijem je prejela mednarodno štipendijo Rotary International, ki ji je omogočila enoletno študijsko bivanje v New Yorku; delovala je kot raziskovalka na Univerzi Fordham. Novembra 2010 je objavila znanstveno monografijo Factual Fictions: Narrative Truth and the Contemporary American Documentary Novel (Cambridge Scholars). S prispevki redno sodeluje na mednarodnih simpozijih doma in v tujini (IALJS: International Association for Literary Journalism Studies; ASEEES: Association for Slavic, Eastern European and Eurasian Studies in ASA: American Studies Association).
Na Univerzi v Novi Gorici predava Sodobne literarne teorije, Metodologijo medkulturnih študij, Literaturo in druge umetnostne zvrsti ter Izbrana poglavja iz svetovne književnosti. Na Fakulteti za družbene vede v Ljubljani pa kot lektorica poučuje angleški jezik.
Objavlja v slovenskih in tujih literarnih revijah in monografijah (Contemporary Review, Primerjalna književnost, Slovene Studies, Dialogi, Bricolage, Literatura, Acta Neophilologica, Literary Journalism Newsletter).
Leta 2011 je prejela postdoktorsko Fulbright raziskovalno štipendijo. Šest mesecev je bila na raziskovalnem delu na univerzi Columbia v New Yorku. Raziskovala je predvsem grafični roman, ki je osnovan na dejstvih.
Novembra 2015 je pri založbi LUD Literatura objavila zbirko kratkih zgodb Upogib časa, ki je naletela na dober kritiški odziv.
Leonora Flis deluje tudi kot prostovoljka. Mesečno v Mestni knjižnici Ljubljana vodi knjižni klub v angleškem jeziku, pri Slovenski Filantropiji pa imigrante uči angleški jezik. Aktivna je tudi kot prevajalka in literarna kritičarka.

## Bibliografja

### Znanstveno delo

#### Monografija:
Factual Fictions: Narrative Truth and the Contemporary American Documentary Novel. Cambridge Scholars, November 2010. 

#### Recenzirani prispevki:
- Profiling war : managing trauma in reporting horror : the case of Boštjan Videmšek. V: JOSEPH, Sue (ur.). Profile pieces : journalism and the "human interest" bias, (Routledge research in journalism, 13). New York; London: Routledge, cop. 2016, str. 226-239.
- Obraz postkomunizmu Europy Wschodniej i Bałkanów w pisarstwie Slavenki Drakulić. V: GRACZYK, Ewy (ur.). Białe maski / szare twarze : ciało, pamięć, performatywność w perspektywie postzależnościowej, (Seria Wydawnicza Centrum Badań Dyskursów Postzależnościowych, t. 5). Kraków: Towarzystwo Autorów i Wydawców Prac Naukowych Universitas, cop. 2015, str. 151-166.
- “Joe Sacco in literarno novinarstvo v podobi stripa—preplet literature, stripa, novinarstva in zgodovine” (“Joe Sacco and Graphic Literary Journalism – The Blending of Literature, Comics, Journalism and History”). Primerjalna knjizevnost (Comparative Literature journal), Vol. 37, number 2, August 2014, 195-215.
- Gostujoča urednica (tudi Spremna beseda), posebna izdaja Literary Journalism Studies revije, fokus: on female literary journalists (forthcoming). Fall 2014 or Spring 2015.
- Collection of essays Literature and Multimedia in Late 20th and 21st Century Europe. John Benjamins Press (2014), esej: “Nonfiction Comics as a Medium of Remembrance and Mourning and a Cosmopolitan Genre of Social and Political Engagement” (Fall 2014).
- »On recognition of quality writing.« Literary journalism studies, ISSN 1944-897X, Spring 2015, vol. 7, no. 1, str. 7-14.
- “Louis Adamic: Slovene-American Literary Journalism Avant la Lettre.” Slovene Studies 33.2 (2011): 115–32.
- “The Blending of Fact and Fiction in Three American Documentary (Crime) Narratives.” Acta Neophilologica, Vol. 43, No. 1/2 (2010): 69-82, University of Ljubljana, Slovenia.
- “Documentary Narratives in Postmodern Times: The United States and Slovenia.” Slovene Studies 31.1 (2009): 31-50.
- “Vznik ameriškega dokumentarnega romana in njegove postmoderne razsežnosti” (“The Emergence of the American Documentary Novel and Its Postmodern Extension”). Primerjalna književnost (Comparative Literature) 30. 1. Posebna številka (Special Issue), Ljubljana 2007: 151-164.
- “Eugene O’Neill and the Ancient Greek Drama.” Dialogi 8, October 2004: 36-44.
- “Contemporary Slovene Literature.” Contemporary Review 1659, Vol. 284, April 2004: 225-232.

### Umetniško delo
Upogib časa (zbirka kratkih zgodb), Ljubljana: LUD Literatura, 2015. ISBN 9789616952651
Enakozvočja (zbirka kratkih zgodb), Ljubljana, Miš Založba, 2022

### Drugi eseji (izbor)
- “Literary Journalism in Slovenia.” Literary Journalism Newsletter. Evanston: International Association for Literary Journalism Studies, Winter 2012.
- “Joan Didion: “Čarobnost literarne imaginacije – Portret.” (“Joan Didion: The Magic of Literary Imagination – Portrait.”) Locutio 34, April 2007.
- “Duality of Being: Kieslowski’s Double Life of Veronique and Paul Auster’s City of Glass.” Locutio 31, July 2006.
- “Slovenia’s Contemporary Poetic Endeavors.” Fordham University’s journal Bricolage 1, May 2006: 29-39.
- Interview: “Impartiality Has Nothing to Do with Neutrality: A Conversation with Ervin Hladnik Milharčič.” World Literature Today, University of Oklahoma, Vol. 86, No. 2, March –April 2012.
- Spremna beseda: “Megalomanija v arhitekturi in ljubezni” (“Megalomania in Architecture and in Love”). V: Tom Coraghessan Boyle: Ženske (The Women). Ljubljana: Modrijan, 2011.
- Spremna beseda: “Per aspera ad astra ali kako zares spoznati sebe in napisati knjižni prvenec” (“Per aspera ad astra or How to Really Get to Know Yourself and Write Your Debut Book”). Foreword in George Orwell: Na robu in na dnu v Parizu in Londonu (Down and Out in Paris and London, Leonora Flis, trans.). Ljubljana: Študentska založba Beletrina, 2010.